# Brama torowa

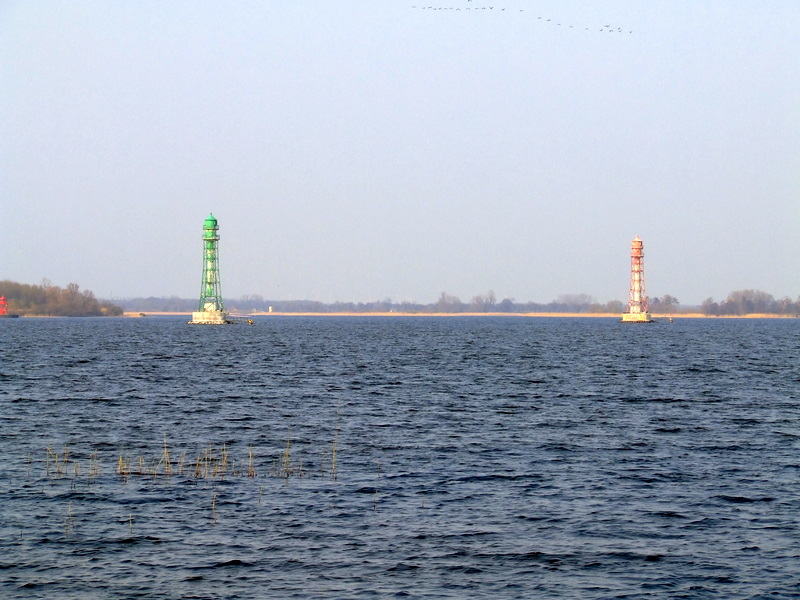
Brama torowa nr 4, Zalew Szczeciński.

Brama torowa – budowla nawigacyjna (znak nawigacyjny) składającą się z pary staw świetlnych wyznaczających tor wodny. Jeżeli szerokość toru jest mniejsza niż szerokość bramy torowej, to dodatkowo krawędzie toru oznaczone są pławami.
W Polsce bramy torowe można spotkać na Zalewie Szczecińskim, gdzie wyznaczają tor wodny Świnoujście–Szczecin.